# Bruce Feirstein
Bruce Feirstein (Maplewood, 1956) è uno sceneggiatore statunitense, noto per i suoi contributi alla serie cinematografica di James Bond.

## Biografia
Feirstein ha frequentato l'università di Boston come caporedattore per un giornale studentesco.

## James Bond
Bruce Feirstein comincia a scrivere le sceneggiature dei film di James Bond a partire dal 1995, curando insieme a Jeffrey Caine la sceneggiatura del film GoldenEye di Michael France. In seguito nel 1997 scrive la storia e la sceneggiatura del diciottesimo film della serie Il domani non muore mai. Feirstein e cosceneggiatore del diciannovesimo film Il mondo non basta (1999) scritto da Neal Purvis e Robert Wade.
Feirstein ha scritto anche alcuni giochi della serie di James Bond.

## Vita privata
Vive con la moglie, Madeline Warren e i figli a Los Angeles.

## Sceneggiature
- GoldenEye (1995)
- Il domani non muore mai (1997)
- Il mondo non basta (1999)